# Cima Paradis
La cima Paradis (en francés: Pic Paradis o bien Pic du Paradis literalmente cima Paraíso o cima del Paraíso) es el punto más alto de una cadena de colinas de la isla de San Martín, en la colectividad de ultramar de Saint-Martin una posesión de Francia situada en el mar Caribe, que posee una elevación de 424 metros (1391 pies), lo que lo convierte en el punto más alto de la isla.